# Набойченко, Евгений Викторович
Евгений Викторович Набойченко (туркм. Ýewgeniý Wiktorowiç Naboýçenko; 17 мая 1970, Ашхабад, Туркменская ССР, СССР) — туркменский футболист, вратарь; тренер вратарей. Выступал за сборную Туркменистана.

## Биография
Родился в Ашхабаде. Занимался футболом с 10 лет. Первый тренер — Геннадий Федорович Дурашёв. За время игры в Казахстане, получил гражданство Казахстана, а также перевёз семью. Супруга — Елена, по профессии — дизайнер интерьера. Сын — Артем, дочь — Анна.
В 1989 году подписал первый профессиональный контракт с ашхабадским «Копетдагом», пять раз выигрывал кубок, пять раз становился чемпионом Туркменистана. В 1999 году перебрался в Чемпионат Казахстана, в алматинский «Кайрат», за клуб провёл более 140 матчей, выиграл чемпионство 2004 года, серебряные и бронзовые медали, три Кубка Казахстана. Позже выступал за «Мегаспорт» и «Астану».
С 1997 года по 2004 год играл за национальную сборную Туркменистана. В составе национальной сборной Туркменистана, участвовал в Кубке Азии 2004 года.
После завершения карьеры футболиста, занялся тренерской работой и в 2009 году тренировал астанинский «Локомотив».
С 2012 по 2015 год работал в тренерском штабе «Актобе».

## Достижения
«Копетдаг»
- Чемпион Туркменистана: 1992, 1993, 1994, 1995, 1997
- Вице-чемпион Туркменистана: 1996, 1998
- Обладатель Кубка Туркменистана: 1993, 1994, 1996, 1999
- Финалист Кубка Туркменистана: 1995

«Кайрат»
- Чемпион Казахстана: 2004
- Бронзовый призёр Чемпионата Казахстана: 1999, 2005
- Обладатель Кубка Казахстана: 1999/00, 2001, 2003
- Финалист Кубка Казахстана: 2004, 2005